# Smerinthus reducta
Smerinthus reducta är en fjärilsart som beskrevs av Schnaider. 1950. Smerinthus reducta ingår i släktet Smerinthus och familjen svärmare. Inga underarter finns listade i Catalogue of Life.